# Eumolpe
Eumolpe (altgriechisch Εὐμόλπη) ist in der griechischen Mythologie eine Tochter des Nereus und der Okeanide Doris und somit eine der Nereiden.
Sie wird einzig im Nereidenkatalog der Bibliotheke des Apollodor genannt. In den entsprechenden Aufzählungen bei Homer, Hesiod und Hyginus Mythographus fehlt sie.